# Bucculatrix praecipua
Bucculatrix praecipua är en fjärilsart som beskrevs av Edward Meyrick 1918. Bucculatrix praecipua ingår i släktet Bucculatrix och familjen kronmalar. Inga underarter finns listade i Catalogue of Life.